# Y (Somma)

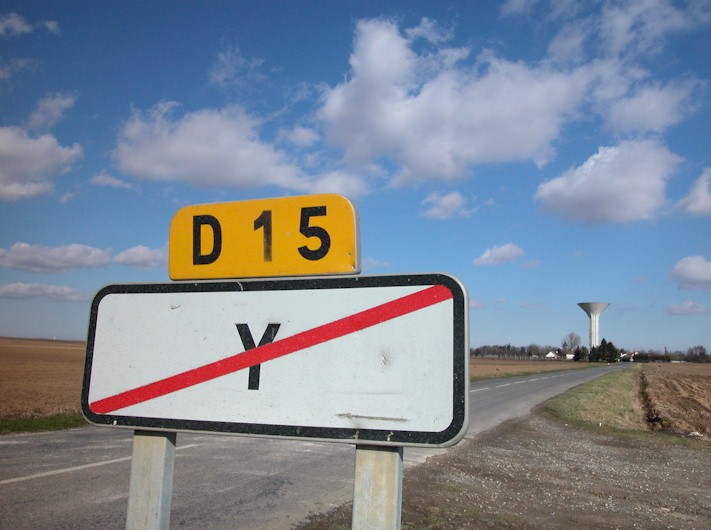
Tabliczka Y

Y – miejscowość i gmina we Francji, w regionie Hauts-de-France, w departamencie Somma.
Według danych na rok 2011 gminę zamieszkiwało 89 osób, a gęstość zaludnienia wynosiła 32 osoby/km² (wśród 2293 gmin Pikardii Y plasuje się na 915. miejscu pod względem liczby ludności, natomiast pod względem powierzchni na miejscu 1079.).